# ホーミング
ホーミング（9月29日 - ）は、日本の漫画家。男性。大阪府出身・在住。

## 概要
2005年、「計画輪姦少女」で『COMICパピポ』（フランス書院）よりデビュー。主に成人向け漫画を執筆し、『COMIC RIN』・『Juicy』（いずれも茜新社）・『キャノプリcomic』（ジーオーティー）等を経て、2016年より、webサイト専門アンソロジー誌『デジタルぷにぺどッ!』（一水社）にて執筆中。
同人サークル「あれ屋」を主宰し、コミックマーケット等の同人誌即売会に参加している。

## 作品リスト

### 成人向け
1. 『聖翼姫闘セイントフェザー』 2008年2月27日発売[4]、フランス書院〈Xコミックス〉、ISBN 978-4-82967-904-3
2. 『超満足デリバリー』 2010年2月26日発売[5]、茜新社〈TENMACOMICS RIN〉、ISBN 978-4-86349-134-2
3. 『超ラブラブいもうと』 2012年5月10日（2012年4月27日発売[6]）、茜新社〈TENMACOMICS RIN〉、ISBN 978-4-86349-289-9
4. 『超JCいもうと』 2015年12月26日発売[7]、茜新社〈TENMACOMICS JC〉、ISBN 978-4-86349-542-5
5. 『超満足JC』 2018年6月28日発売[8]、茜新社〈TENMACOMICS JC〉、ISBN 978-4-86349-714-6

### 単行本未収録作品
一般向け
- まんがタイムきらら（芳文社）
  - コメディ・ランド・バンド（2014年12月号）[9]
- まんがタイムきららキャラット（芳文社）
  - コメディ・ランド・バンド（2017年3月号）[10]

成人向け
- COMICパピポ（フランス書院）
  - 計画輪姦少女（2005年10月号）
  - 発情姉妹 ヨーコ&ユーコ（2005年11、2006年9月号）
  - LOVE REVERSE（2006年6月号）
  - 自称超高性能メイドロボ まりあ（2007年6月号）

- COMIC RIN（茜新社）
  - ゆりしーず（2009年10月号）[11]
  - 告白シアター（2010年11月号）[12]
  - 逆・超満足デリバリー（2011年3月号）[13]
  - 私、会長だよ!（2011年7月号）[13]

- リトルバスターズ!  エクスタシー ハーフ＆ハーフ コミカライズセレクション「おかわり」（ハーヴェスト出版）2010年8月15日
  - CONTINUE 朱鷺戸沙耶はMに目覚めました

- キャノプリcomic（ジーオーティー）
  - トカイのお兄さん（2012年9月号）
  - よわ姉（2012年12・1月合併号）

- Juicy -COMIC LO 増刊-（茜新社）
  - 超満足部活動（Vol.13 2016年2月）[14]
  - 超満足部活動2（Vol.14 2016年5月）[15]
  - 超満足部活動3（Vol.15 2016年9月）[16]
  - 超満足部活動4（Vol.16 2016年11月）[17]
  - 超満足部活動5（Vol.17 2017年2月）[18]

- COMIC天魔（茜新社）
  - ひとり暮らしを始めたら嫁がついてきた（2013年11月号）[19]

- デジタルぷにぺどッ!（一水社）
  - 保健室で何度も（Vol.1 2016年9月）[20]
  - 保健室でふたたび（Vol.6 2017年7月）[21]
  - 超満足オフ会（Vol.9 2018年1月）[22]
  - 超満足オフ会2（Vol.15 2019年8月）[23]
  - 超満足オフ会3（Vol.20 2021年5月）[24]